# Powidoki (film)
Powidoki – polski film fabularny z 2016 roku w reżyserii Andrzeja Wajdy, według scenariusza Andrzeja Mularczyka. Jest to ostatnia produkcja w filmografii zmarłego w 2016 roku reżysera.

## Charakterystyka
Dzieło inspirowane jest biografią polskiego malarza Władysława Strzemińskiego (1893-1952), współzałożyciela i wykładowcy w Państwowej Wyższej Szkole Sztuk Plastycznych w Łodzi. Film opowiada o okresie stalinizmu w Polsce, gdy Władysław Strzemiński sprzeciwił się doktrynie socrealizmu. Oprócz dbałości w przeniesieniu ówczesnych realiów na ekran, twórcy Powidoków poświęcili wiele miejsca samej sztuce i jej roli w życiu społecznym.
W rolę główną wcielił się Bogusław Linda.
Autorem zdjęć jest Paweł Edelman, a muzyki – Andrzej Panufnik. Za kostiumy odpowiadała Katarzyna Lewińska, za scenografię Marek Warszewski, a montaż jest dziełem Grażyny Gradoń. Producentem kręconego do 30 października 2015 filmu był Michał Kwieciński.
We wrześniu 2016 film miał swoją światową premierę na Międzynarodowym Festiwalu Filmowym w Toronto, gdzie pokazywany był w sekcji „Mistrzowie”. W tym samym miesiącu Powidoki zostały pokazane pozakonkursowo na 41. Festiwalu Filmowym w Gdyni, gdzie otrzymały pozakonkursową Nagrodę Jury. Ogólnopolska premiera Powidoków w formie imprezy zamkniętej odbyła się 12 stycznia 2017 w Łodzi, w hali maszyn EC1. Premiera kinowa odbyła się 13 stycznia 2017.
28 września 2016 polska Komisja Oscarowa postanowiła zgłosić Powidoki jako polskiego kandydata do Oscara dla najlepszego filmu nieanglojęzycznego. Obraz nie zakwalifikował się do dziewiątki walczącej o nominację w tej kategorii.

## Obsada
Opracowano na podstawie materiału źródłowego.
- Bogusław Linda – Władysław Strzemiński
- Zofia Wichłacz – Hania Borowska (właściwie artystka Hanna Orzechowska)
- Bronisława Zamachowska – Nika Strzemińska
- Andrzej Konopka – personalny
- Krzysztof Pieczyński – Julian Przyboś
- Szymon Bobrowski – Włodzimierz Sokorski
- Mariusz Bonaszewski – Madejski
- Anna Majcher – sąsiadka Strzemińskiego
- Aleksander Fabisiak – Rajner
- Magdalena Warzecha – muzealniczka
- Irena Melcer – Jadzia
- Tomasz Chodorowski – Tomek
- Filip Gurłacz – Konrad
- Mateusz Rusin – Stefan
- Mateusz Rzeźniczak – Mateusz
- Adrian Zaremba – Wojtek
- Tomasz Włosok – Roman